# Niedersimmental (district)
Niedersimmental is een district van het kanton Bern.
Het district is ingedeeld in negen gemeenten met een totale oppervlakte van 319 km²:
| Gemeentenaam           | Inwoners (1/1/2005) | Oppervlakte (km²) |
| ---------------------- | ------------------- | ----------------- |
| Därstetten             | 882                 | 32,8              |
| Diemtigen              | 2091                | 130,0             |
| Erlenbach im Simmental | 1747                | 36,7              |
| Niederstocken          | 287                 | 5,5               |
| Oberstocken            | 264                 | 4,1               |
| Oberwil im Simmental   | 805                 | 46,0              |
| Reutigen               | 926                 | 11,3              |
| Spiez                  | 12.249              | 16,8              |
| Wimmis                 | 2289                | 22,3              |

Aarberg · Aarwangen · Bern · Biel · Büren · Burgdorf · Courtelary · Erlach · Fraubrunnen · Frutigen · Interlaken · Konolfingen · Laupen · Moutier · La Neuveville · Nidau · Niedersimmental · Oberhasli · Obersimmental · Saanen · Schwarzenburg · Seftigen · Signau · Thun · Trachselwald · Wangen